# ふとめの国のありす
『ふとめの国のありす』（ふとめのくにのありす）は、2012年10月6日に公開された日本映画。主演は、脇知弘。
本作は、高校時代の男性教師に片思いを秘めたまま成人した太めのゲイの男性と、複雑な家庭の女子高生が出会い数日間一緒に過ごしていく中で少しだけ成長していくドラマ。

## ストーリー
太ったゲイの男性・ありすは、仕事場からスクーターで帰る途中女子高生・うさぎと接触事故を起こしそうになる。幸い2人に怪我はなく帰宅するが、ありすが高校時代から好意を寄せる教師(以下、先生)の画像を待ち受けにした大事なケータイを失くしたことに気づく。翌日ありすは、自身のケータイを拾ってくれていたうさぎに返してもらうと、先生が今は彼女の担任をしていることが判明する。それ以来ありすは、うさぎと会っては会話をして彼女と親しくなり、彼女が先生に初恋をしたことを知る。
数日後、ありすとうさぎが学校帰りの先生を見かけるが、彼が複数の女子生徒とそれぞれで2人きりで親しくしているのを目撃してうさぎがショックを受ける。一途な恋心を持つうさぎは、気が多い先生の行動が理解できず似たような恋愛観を持つありすと口論になってしまう。翌日、うさぎに感化されたありすはそれまでダラダラと付き合っていたゲイの男との関係を終わらせ、うさぎと仲直りする。その後、ありすとうさぎは先生を呼び出して、彼に遊び人気質な女性への接し方を辞めたほうがいいと訴えかける。

## キャスト
ありす
演 - 脇知弘
太ったゲイ。ゲイバーのママもしくは従業員。高校生の頃に男性教師に片想いするが告白をしないまま卒業し、現在は先生の画像を待受けにしたケータイに元気をもらい日々過ごしている。普段は周りの人に辛口な物言いをしているが、自身の恋愛については引っ込み思案で周りに流されやすく受動的な言動をしている。一番好きなのは先生だが他の男たちが気になる状態。掃除や片付けが苦手なのか、自室はゴミで溢れている。
うさぎ
演 - 木咲樹音
女子高校生。ありすの高校の後輩にあたる。複雑な家庭状況にあり家族からは虐げられており、学校でも日常的に周りの生徒にからかわれる存在。周りから疎まれているため、卑屈な性格となっており自殺願望を持つ。先生に優しくされたことから生まれて初めて恋が芽生える。
先生
演 - 坂東工
うさぎのクラス担任教師。冷静沈着で人あたりが柔らかく誰にでも優しい性格で生徒に対しても敬語を使って話す。周りの女子生徒や過去のありすに自然と“胸キュン”(胸をときめかせる)言葉をかけて彼女たちを虜にするため学校で人気があるが、八方美人に見られる事もある。過去にうさぎと同じ高校に通っていたありすとも顔見知り。既婚者で妻がいる。口ひげと肩近くまで伸ばした髪型が特徴。
松本
演 - 佳代
うさぎと同じ高校の生徒。ある時、同じクラスの女子が自身の顔について陰口を叩くのを偶然聞いてしまったことから顔にコンプレックスを持つ。控え目な性格。
樋口
演 - 中城あすか
うさぎと同じ高校の生徒。松本の友達。勉強が苦手。松本に比べるとやや気が強い性格。いつも松本と親しくしていたがある時些細なことで関係に溝ができ始める。先生に恋心を抱くようになる。
修二
演 - 下村マヒロ
ありすの店の常連客。ゲイ。ありすに好意を抱き、冒頭で彼に告白し付き合い始める。
心
演 - 佐藤みゆき
先生の妻。夫婦だが夫を「先生」と呼んでいる。先生を愛しており、先生から愛されている幸せを感じながら暮らしている。
寧々
演 - 時任亜弓
うさぎの義理の母。前夫と浮気相手との間にできたうさぎを引き取って育てている。うさぎが遅く帰った時はご飯を用意しないなど冷たい態度で接する。
京兵
演 - 佐藤仁志
寧々の夫。うさぎの義理の父。血の繋がりがないうさぎに対して、いつも気まずい空気を漂わせる。うさぎから話しかけられても無視しており、まともに話そうとしない。
拓真
演 - 福田七聖
うさぎの義理の弟。年齢は、小学校低学年ぐらい。あだ名は、『たっくん』もしくは、『たく』。うさぎを“バイ菌”扱いして見下し彼女に向かって物を投げたりする。

## スタッフ
- 監督 - 松国美佳
- エグゼクティブプロデューサー - 橋本邦比兒、大槻貴宏
- プロデューサー - 日根野晋一、山本達也
- 制作主任 - 光藤太朗
- 脚本 - 松国美佳
- 撮影 - 藤井純平
- 音楽 - 河原麻美、大森健
- 美術 - 踏江真歩
- 編集 - 山本達也、松国美佳
- 録音 - 犾舘峻平
- 照明 - 森田侑希
- 助監督 - 石畑健太、田村麻衣、黒柳祥一